# Ischnothyreus peltifer
Ischnothyreus peltifer är en spindelart som först beskrevs av Simon 1891.  Ischnothyreus peltifer ingår i släktet Ischnothyreus och familjen dansspindlar. Inga underarter finns listade i Catalogue of Life.